# Thygater mexicana
Thygater mexicana är en biart som beskrevs av Urban 1967. Thygater mexicana ingår i släktet Thygater och familjen långtungebin. Inga underarter finns listade i Catalogue of Life.